# Hrabstwo Willacy

Piramida wieku hrabstwa

Hrabstwo Willacy – hrabstwo położone w USA w stanie Teksas. Utworzone w 1911 r. Siedzibą hrabstwa jest miasto Raymondville. 

## Miasta
- Lyford
- Raymondville
- San Perlita

## CDP
- Lasara
- Los Angeles
- Port Mansfield
- Ranchette Estates
- Santa Monica
- Sebastian
- Zapata Ranch